# Stephen D. Parkes
Stephen Douglas Parkes (nacido el 2 de junio de 1965) es un prelado estadounidense de la Iglesia católica que se ha desempeñado como obispo de la Diócesis de Savannah en Georgia desde septiembre de 2020.

## Biografía

### Primeros años
Stephen Douglas nació el 2 de junio de 1965, en Mineola, Nueva York. Es el menor de tres hijos de Joan y Ron Parkes.  
Asistió a la escuela secundaria Massapequa en Massapequa, Nueva York.  Su hermano mayor, Gregory Parkes, es obispo de la Diócesis de St. Petersburg en Florida.
Obtuvo un Bachillerato en Administración de Empresas/Marketing de la Universidad del Sur de Florida.  Recibió una Maestría en Divinidad del Seminario Regional St. Vincent de Paul en Boynton Beach, Florida.  Habla español con fluidez, lo estudió en la escuela secundaria, la universidad y el seminario, además de un curso de inmersión lingüística de seis semanas en Costa Rica.

### Sacerdocio
El 23 de mayo de 1998, fue ordenado sacerdote por el obispo Norbert Dorsey para la Diócesis de Orlando en la Catedral de Saint James en Orlando.  Después de su ordenación, fue asignado como vicario parroquial a la Parroquia de la Anunciación en Altamonte Springs, Florida.  En 2004, fue nombrado director espiritual del ministerio universitario católico de la Universidad de Florida Central.
El primer nombramiento de Parkes como párroco fue en 2005 en la Parroquia Presiosisima Sangre en Oviedo, Florida.  En 2011, regresó a la parroquia de la Anunciación para servir como párroco hasta 2020. Parkes también sirvió en el Comité de Inversiones de la Diócesis de Orlando, como decano del Decanato de North Central (2010-2020) y como director espiritual de la Fundación Católica de Florida Central (2019-2020).

## Episcopado

### Obispo de Savannah
El 8 de julio de 2020, el Papa Francisco nombró obispo de Savannah. El 23 de septiembre de 2020 fue consagrado en la Catedral Basílica de San Juan Bautista en Savannah, con asistencia restringida debido a la pandemia de COVID-19.

## Controversias
El 29 de septiembre de 2020, William Fred Baker Jr. demandó a Parkes y la diócesis afirmando que la diócesis sabía que Wayland Yoder Brown, un sacerdote de la diócesis, lo estaba abusando sexualmente en 1987 y 1988 cuando tenía 10 años y asistía a la Escuela Católica de St. James en Savannah, Georgia.  Brown, quien murió en prisión, había recibido una sentencia de 20 años por delitos de abusos sexuales.